# C-336
La C-336 és una carretera comarcal espanyola que uneix les poblacions de Monturque (Còrdova) i Guadix per Priego de Còrdova.

## Nomenclatura
L'antiga carretera C-336 pertanyia a la xarxa de carreteres comarcals del Ministeri de Foment. El seu nom està format per: C, que indica que és una carretera comarcal de nivell estatal; i el 336 és el número que rep segons l'ordre de nomenclatures de les carreteres comarcals, segons on comencin, la seva distància a Madrid i si són radials o transversal respecte a la capital.

## Traçat actual
La carretera C-336 és una carretera que després de convertir-la en l'antiga carretera autonòmica A-340, fa un recorregut més o menys paral·lel a aquesta, majoritàriament com a via de servei o accés a les propietats adjacents. Encara es conserva com a travessia, travessant nuclis urbans com Priego de Còrdova, Alcalá la Real, Monturque, Almedinilla i Carcabuey.
A Cabra està representada per: el carrer del Junquillo, Puente del Junquillo, Plaça Vella, Escull, carrer Priego, carretera de la Font del Riu.
A Priego de Còrdova està representada pels carrers: Avda de Granada, carrer Ramón y Cajal, Avda d'Espanya i Avda de D. Niceto Alcalá Zamora.
A Alcalá la Real està representada per les Avda d'Europa i Avda de Portugal, i va a ser transferida a l'Ajuntament d'Alcalá la Real per integrar-les urbanísticament a la ciutat.
Des de Cabra (Còrdova) a Monturque (Còrdova) es va construir a partir d'aquesta, la carretera autonòmica A-342.